# گارد دیمو
گارد دیمو (انگلیسی: Dimo Wache؛ زادهٔ ۱ نوامبر ۱۹۷۳) بازیکن فوتبال اهل آلمان است.
از باشگاه‌هایی که در آن بازی کرده‌است می‌توان به باشگاه فوتبال ماینتس ۰۵ و باشگاه فوتبال بروسیا مونشن‌گلادباخ اشاره کرد.